# The Most Beautiful Girl in the World (chanson de Prince)
Pour les articles homonymes, voir The Most Beautiful Girl in the World.
Singles de Prince
Peach
(1993) Letitgo
(1994)
The Most Beautiful Girl in the World est une chanson de Prince issue de l'album The Gold Experience, mais qui a d'abord publiée sur le maxi The Beautiful Experience.

## Historique
Le single se classe numéro 1 dans plusieurs pays dont l'Australie, la Nouvelle-Zélande, les Pays-Bas, le Royaume-Uni et la Suisse.
Une version française de la chanson existe, baptisée Le plus bel homme de l'univers, chantée par Ophélie Winter, celle ci reste toujours inédite.
Un long procès civil a opposé Prince au batteur et compositeur Bruno Bergonzi et au musicien et chanteur Michele Vicino : à l'issue du procès, la chanson The Most Beautiful Girl In The World de Prince a été jugée comme identique à Takin' Me To Paradise, écrite par Bergonzi et Vicino et enregistrée par Raynard J. en 1983. Prince a été condamné définitivement pour plagiat, par arrêt de la cour de cassation de Rome, en mai 2015. La cour a également établi que les droits d'auteur devaient être versés à Bergonzi et Vicino, et leur a même accordé des dommages moraux,.

## Liste des titres
| A1. | The Most Beautiful Girl in the World | 4:07 |
| A2. | Beautiful                            | 3:57 |
| B1. | Beautiful (Extended Club Version)    | 6:25 |
| B2. | Beautiful Beats                      | 3:30 |

| 1. | The Most Beautiful Girl in the World | 4:07 |
| 2. | Beautiful                            | 3:55 |

| 1. | The Most Beautiful Girl in the World (Staxowax)                   | 5:00 |
| 2. | The Most Beautiful Girl in the World (Sexy Staxophone And Guitar) | 3:36 |

## Charts
| Pays             | Chart                         | Meilleure position | Nombre de semaines | Réf    |
| ---------------- | ----------------------------- | ------------------ | ------------------ | ------ |
| Allemagne        | Media Control Charts          | 9                  | 1                  | [ 10 ] |
| Australie        | ARIA Charts                   | 1                  | 15                 | [ 2 ]  |
| Autriche         | Ö3 Austria Top 40             | 5                  | 12                 | [ 11 ] |
| Belgique         | Ultratop 50                   | 4                  | 19                 | [ 12 ] |
| États-Unis       | Billboard Hot 100             | 3                  | 26                 | [ 13 ] |
| États-Unis       | Hot R&B/Hip-Hop Songs         | 2                  | 23                 | [ 13 ] |
| États-Unis       | Top 40 Mainstream             | 3                  | 25                 | [ 13 ] |
| États-Unis       | Hot Adult Contemporary Tracks | 25                 | 1                  | [ 13 ] |
| France           | SNEP                          | 5                  | 24                 | [ 14 ] |
| Norvège          | VG-lista                      | 4                  | 6                  | [ 15 ] |
| Nouvelle-Zélande | RIANZ                         | 1                  | 17                 | [ 3 ]  |
| Pays-Bas         | Dutch Top 40                  | 1                  | 15                 | [ 4 ]  |
| Royaume-Uni      | UK Singles Chart              | 1                  | 12                 | [ 5 ]  |
| Suède            | Sverigetopplistan             | 13                 | 13                 | [ 16 ] |
| Suisse           | Swiss Music Charts            | 1                  | 22                 | [ 6 ]  |